# Arizona Bill (film, 1964)
Pour les articles homonymes, voir Arizona Bill.
Pour plus de détails, voir Fiche technique et Distribution.
Arizona Bill (La strada per Fort Alamo) est un western spaghetti franco-italien réalisé par Mario Bava et sorti en 1964.
Il s'agit du premier des trois westerns réalisés par Mario Bava (sous le pseudonyme de « John M. Old »), les deux autres étant Les Dollars du Nebraska (1966) et Roy Colt et Winchester Jack (1970). Ce film-ci est coproduit par Robert de Nesle du Comptoir français du film, et la distribution comporte, outre le protagoniste joué par l'Américain Ken Clark, les acteurs français Jany Clair et Michel Lemoine, qui sont post-synchronisés avec leur propre voix dans la version française.
Le film met en scène trois bandits, Bud Massedy, son ami Slim et un troisième comparse qui font équipe pour attaquer une banque, mais le bandit fait faux bond aux deux amis fuyant avec l'argent. En route pour Fort Alamo, Bud et Slim partent à sa recherche.

## Synopsis
Dans les années suivant la fin de la guerre de Sécession, un étranger arrive dans un village à six heures du matin pour parler au shérif et l'avertir que les Indiens Osage sont sur le pied de guerre. Le trouvant endormi, il l'attend dans le saloon, où une partie de poker s'est déroulée toute la nuit. L'étranger se rend vite compte que le plus âgé des joueurs, M. Silver, est un tricheur et le fait remarquer au plus jeune, Slim. Une fusillade a lieu et Slim et l'étranger blessent Silver, mais le shérif arrive (en accord avec ce dernier), qui veut les arrêter. Les deux parviennent cependant à s'échapper. L'étranger, nommé Bud, raconte à Slim son histoire et dit qu'à cause de la guerre, il n'a plus de ranch ni de bétail ; Slim décide de l'emmener chez des amis à lui, experts en enlèvement de bétail. Ils s'associent et se déguisent en Nordistes pour aller chercher 150 000 dollars à la banque, en falsifiant l'ordre de prélèvement de l'armée. Le shérif, qui a des soupçons, décide d'entrer dans la banque, mais l'un des malfrats lui tire dessus et le tue. Bud et ses amis sont alors contraints de s'enfuir avec le butin. Bud voudrait partager le butin et partir, mais le chef de bande n'est pas d'accord et le fait fusiller, ainsi que Slim, pendant qu'ils partent avec l'argent ; les Indiens arrivent et attachent les deux pauvres hommes, toujours habillés en Nordistes, sur le sol et les laissent au soleil (ce qu'on appelle la « torture de la soif »).
Peu après, Bud et Slim sont retrouvés par les Yankees et, grâce à leur déguisement, sont pris pour des compagnons d'armes. Bud est habillé en lieutenant et Slim en sergent : ils deviennent ainsi le lieutenant John Smith et le sergent Jim Kincaid. Les Nordistes transportent du matériel, des femmes et des enfants vers Fort Alamo et les emmènent avec eux. Parmi les femmes se trouve une prisonnière, Janet, accusée de tentative de meurtre sur un soldat qui voulait la violer. Bientôt, le lieutenant se lie d'amitié avec le sergent Warwick, qui lui demande avec méfiance quelle académie il a fréquentée, suggérant une réponse : celle d'Annapolis, ce que le lieutenant confirme. À la tombée de la nuit, Bud réveille Slim et lui dit de se tenir prêt à s'enfuir, mais alors qu'il s'apprête à partir, il voit un Indien qui tente de tuer Warwick, qui montait la garde, par derrière : sans hésiter, pour sauver son ami, il tire sur lui et le tue. Le lendemain, Warwick dit au lieutenant qu'il n'y a qu'une académie navale à Annapolis et qu'il ment donc, mais il ne dira rien car il se rend compte qu'il est un atout précieux pour atteindre Fort Alamo, grâce à sa connaissance des Indiens et des lieux : Janet entend tout et se rend compte qu'elle n'est pas la seule hors-la-loi. Ils trouvent également un autre membre de l'ancienne bande déguisé en Yankee, Carson, avec le butin, mais Bud et Slim font semblant de ne pas le reconnaître et l'emmènent avec eux.
La situation dégénère lorsque, malgré les conseils du lieutenant de ne pas traverser le cimetière indien, le capitaine Hull fait ce qu'il veut, déclenchant la colère des Osages. Alors qu'ils s'apprêtent à camper pour passer la nuit, ils découvrent deux soldats attachés à des croix et aveuglés par des flèches brûlantes. À la nuit tombée, Carson tente de violer Janet, le lieutenant le remarque et le fait mettre aux fers, disant au capitaine qu'il a essayé de voler de l'argent. Le lendemain matin, les Indiens tendent l'embuscade finale. Warwick tente alors de convaincre le capitaine de laisser le lieutenant se rendre seul à Fort Alamo pour demander des renforts, mais Hull refuse : le lieutenant part tout de même, mais il est remarqué par les Indiens, qui comprennent pourquoi il s'est éloigné. Ils décident alors d'attaquer, mais le lieutenant parvient à parer l'attaque et les renforts arrivent. Carson, quant à lui, vole le butin, tue Slim et s'enfuit, mais Bud le poursuit et, après une bagarre, le voit mourir d'un coup de fusil tiré par Warwick, qui lui sauve la vie, remboursant ainsi sa dette. Le butin est là, mais l'honnête Bud le remet au « vrai » Yankee Warwick et finit dans les bras de sa bien-aimée Janet.

## Fiche technique
- Titre français : Arizona Bill[1]
- Titre belge : Il était une fois la mort (titre VHS)
- Titre original : La strada per Fort Alamo[2]
- Réalisation : Mario Bava (sous le nom de « John M. Old »)
- Scénario : Livia Contardi (sous le nom de « Jane Brisbane »), Lorenzo Gicca Palli (sous le nom de « Vincent Thomas ») et Francesco Prosperi (sous le nom de « Charles Price »)
- Photographie : Mario Bava et Ubaldo Terzano (sous le nom de « Bud Third »)
- Montage : Mario Serandrei (sous le nom de « Wilson Dexter »)
- Musique : Piero Umiliani
- Décors : Demofilo Fidani (sous le nom de « Demos Philos »)
- Costumes : Mila Vitelli Valenza (sous le nom de « Mila Vance »)
- Maquillage : Emilio Trani (sous le nom de « Leo Travers »)
- Production : Robert de Nesle, Achille Piazzi, Pier Luigi Torri
- Sociétés de production : Achille Piazzi Produzione Cinematografica (Rome), Comptoir Français du Film Production (Paris)
- Pays de production :  Italie -  France
- Langue originale : italien
- Format : Couleurs - 1,66:1 - Son mono - 35 mm
- Genre : western
- Durée : 88 minutes
- Date de sortie :
  - Italie : 24 octobre 1964
  - France : 24 mars 1965

## Distribution
- Ken Clark  (VF : Jacques Berthier) : Bill / Lt. John Smith
- Jany Clair  (VF : elle-même) : Janet
- Michel Lemoine  (VF : lui-même) : Carson
- Adreina Paul : Mrs. Collins
- Alberto Cevenini (it) (sous le nom de « Kirk Bert ») : Slim / Sgt. Jim Kincaid
- Gustavo de Nardo (sous le nom de « Dean Ardow ») (VF : Lucien Bryonne) : le sergent Warwick
- Antonio Gradoli (sous le nom de « Anthony Gradwell ») (VF : Jean Violette) : le capitaine Hull
- Gérard Herter : Silver
- Claudio Ruffini (it) : un joueur

## Production
Arizona Bill est produit avant que les conventions du western spaghetti ne soient établies avec Pour une poignée de dollars (1964). Les westerns européens étaient devenus populaires lorsque la société allemande Rialto Film a acheté les droits des romans westerns de Karl May pour en produire des adaptations cinématographiques, comme avec le réalisateur Harald Reinl dans sa série Winnetou. Certains des films de cette série étaient des coproductions internationales impliquant des fonds italiens. À mesure qu'ils rencontraient plus de succès en Italie, les investisseurs italiens ont commencé à produire leurs propres westerns, dont quatre ont été produits en 1964 : Buffalo Bill, le héros du Far-West de Mario Costa, Le Justicier du Minnesota de Sergio Corbucci, Pour une poignée de dollars de Sergio Leone et Arizona Bill.
Le biographe de Mario Bava, Tim Lucas, a décrit Arizona Bill comme ressemblant aux films de Winnetou, par opposition au style que Leone a développé avec Pour une poignée de dollars. Arizona Bill est filmé aux studios Elios à Rome et en extérieurs autour de Rome entre février et mars 1964. Michel Lemoine, qui joue un rôle secondaire dans le film, a parlé de son travail avec Bava, déclarant que ce dernier « était un réalisateur extraordinaire et qu'il avait besoin de tout son talent pour venir à bout de [La Route de Fort Alamo], parce que c'était vraiment difficile. Les producteurs avaient des problèmes d'argent avec ce film, et Bava a dû se battre constamment »,.
Francesco Prosperi, qui a été l'un des scénaristes du film et l'assistant réalisateur de Bava, a exprimé son dégoût à l'égard du film, déclarant que « Mario était incompétent pour faire des westerns ; il n'avait aucun talent pour cela. Je renie complètement [Arizona Bill], c'était une sorte de désastre ».

## Exploitation
Le film sort le 24 octobre 1964 en Italie distribuée par Bellotti Film. Arizona Bill enregistre 588 235 entrées, ce qui totalise environ 130 millions de lires italiennes de recettes au box-office Italie 1964-1965. Il sort deux mois après Pour une poignée de dollars (le 19 septembre 1964) qui enregistre près de 15 millions d'entrées. Même si les entrées d'Arizona Bill peuvent paraître maigres, elles sont dans la bonne moyenne pour Bava, équivalentes ou supérieures à celles des deux précédents films de Bava : Le Corps et le Fouet (358 209 entrées au box-office Italie 1963-1964) et Six Femmes pour l'assassin (681 592 entrées au box-office Italie 1963-1964),.
Arizona Bill est distribué par le Comptoir Français du Film de Robert de Nesle en France le 24 mars 1965. Le titre français Arizona Bill fait écho aux westerns français avec Joë Hamman réalisés entre 1907 et 1913.
En Belgique, le film est sorti directement en VHS plusieurs années plus tard sous le titre Il était une fois la mort, qui fait écho à la trilogie Il était une fois (1968-1984) de Sergio Leone.